# Weyrs
Les Weyrs sont la résidence des dragons et de leurs maîtres dans la saga de La Ballade de Pern d'Anne McCaffrey.
Ils sont tous, à l'exception du weyr méridional, situés dans des montagnes où les hommes ont creusé des galeries et d'énormes cavernes pour accueillir les dragons. 
Il existe 8 Weyrs :
- le weyr de Benden
- le weyr de Telgar
- le weyr de Fort
- le weyr des Hautes Terres
- le weyr d'Ista
- le weyr méridional, sur le continent méridional
- le weyr oriental, sur le continent méridional

Un 9e Weyr est en cours d'aménagement à la fin du Cycle.
- le weyr de Xanadu, sur le continent méridional

Un weyr signifie aussi les appartements des chevaliers et de leur monture.